# 오다이바카이힌코엔역
오다이바 해빈공원 역(일본어: お台場海浜公園駅)은 일본 도쿄도 미나토구 다이바에 있는 철도역이다.
신바시역 방면에서 출발할 때, 레인보우 브리지를 건넌 후의 최초의 역이며, 오다이바 해빈공원의 근처에 위치한다.

## 승강장
섬식 승강장 1면 2선 고가역.
에스컬레이터와 엘리베이터를 병설하고 있지만, 뒤쪽은 개찰외 중앙 광장 양측의 건물에도 설치되어 있어 거기에서 중앙 광장으로 연결되어 있다.
| 1 | ■ 유리카모메 | 다이바·아오미·아리아케·도요스 방면 |
| 2 | ■ 유리카모메 | 신바시 방면                        |

## 역세권 정보
- 노무라 공예사 본사
- 오다이바 해빈공원
- 레인보우 브리지
- 아리아케 스포츠 센터
- 다이바 공원

## 역사
- 1995년 11월 1일: 영업 개시.
- 1998년: 제 2회 간토의 역 백선 선정역이 됨.

## 인접역
| 유리카모메 도쿄 임해 신교통 임해선 | 유리카모메 도쿄 임해 신교통 임해선 | 유리카모메 도쿄 임해 신교통 임해선 |
| ---------------------------------- | ---------------------------------- | ---------------------------------- |
| U-05 시바우라 부투 신바시 방면     | 유리카모메                         | 다이바 U-07 도요스 방면            |